# Gare de Pomitchna
La gare de Pomitchna  (ukrainien : Помічна (станція)) est une gare ferroviaire située dans la ville de Pomitchna en Ukraine.

## Histoire
Avec la création de la ligne Odessa-Kiev en 1863, La gare est ouverte dans l'année 1868, elle fut la base de l’extension de la ville.